# Association Sportive Tanda
L'Association Sportive Tanda és un club de futbol ivorià de la ciutat de Tanda.

## Palmarès
- Lliga ivoriana de futbol:[4]
  - 2014-15, 2015-16

- Copa Houphouët-Boigny:[5]
  - 2016